# Kotlassia
Kotlassia é um gênero extinto de Reptiliomorpha, de que foram encontrados fósseis na aldeia de Novinki, perto da cidade de Kotlas, ambas situadas na Rússia. As camadas de solo nas quais os fósseis foram encontrados datam do final do período geológico denominado Permiano. Juntamente com muitos outros animais, o gênero Kotlassia morreu no final do Permiano, há cerca de 251 milhões de anos, aproximadamente. Tratou-se de um evento de extinção que marcou a fronteira entre os períodos Permiano e o Triássico.
Com até um metro de comprimento, a Kotlassia era parecida com a salamandra de nossos tempos, com a diferença de que possuia um crânio menor, pernas mais curtas e um tronco mais longo. A Kotlassia e a salamandra são descendentes do Eoherpeton e do Proterogyrinus e ambos (Kotlassia e a Salamandra) são filogenéticamente precedidos pelo gênero Silvanerpeton.